# 中国 (書体)

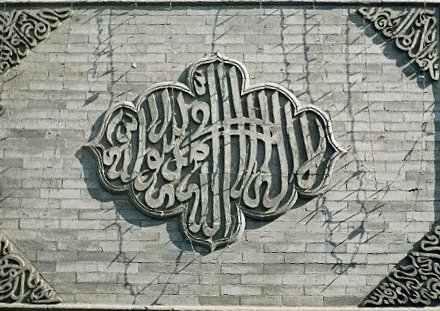
西安大清真寺における「中国」書体

中国（ちゅうごく、英語：Sini）とは、中国におけるアラビア文字のカリグラフィー（西洋書道）の書体の一つ。スィーニー体(すぃーにーたい)とも呼ばれる。
主に中華人民共和国甘粛省、陝西省、山西省、寧夏回族自治区などのモスクで使用されている。

## ギャラリー

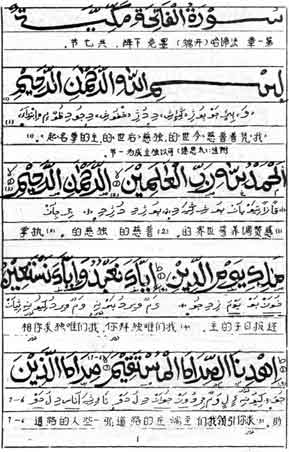
小児経と中国体の両方を用いたクルアーンの翻訳例
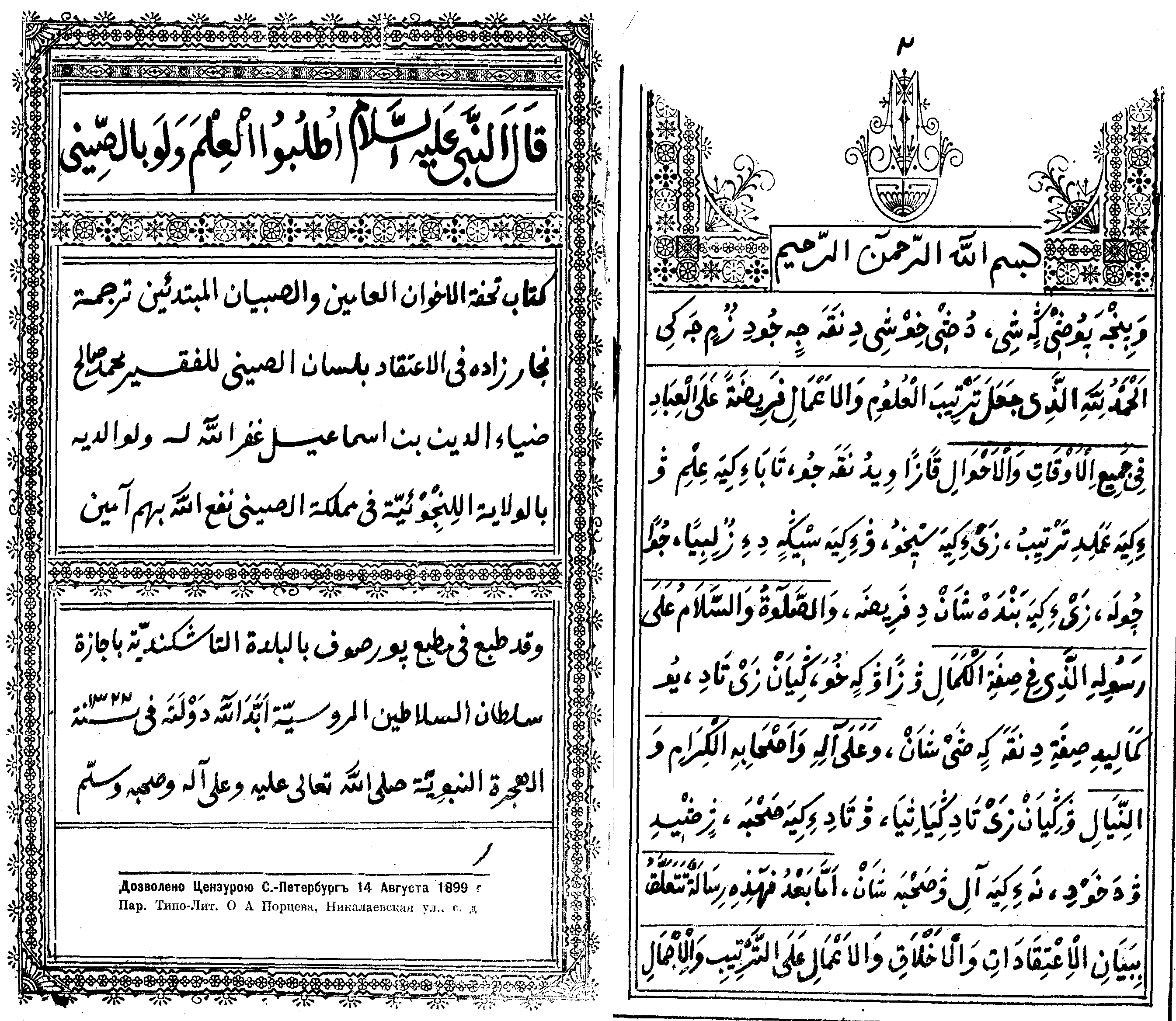
1899年にタシュケントで出版された、小児経による中国体を用いた翻訳例
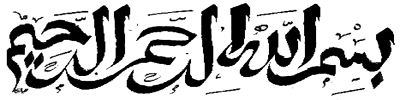
中国体の例
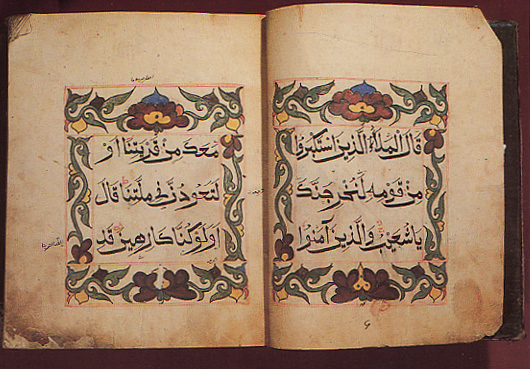
中国体によるクルアーンの写本
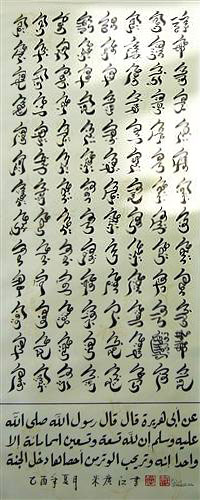
中国体の例
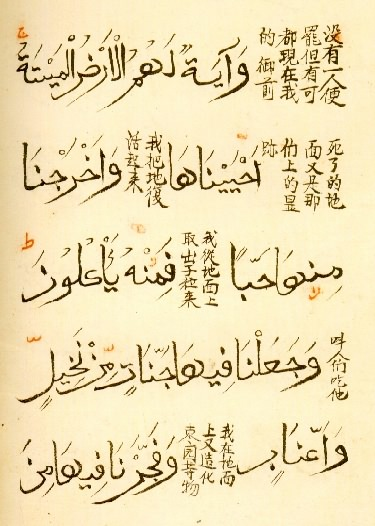
中国体によるクルアーンの一部